# The Birds of America
The Birds of America (Las aves de Estados Unidos en español) es un libro del naturalista y pintor John James Audubon que contiene ilustraciones de una gran variedad de aves de América del Norte. Cada impresión fue pintada a mano por Audubon, y representa una especie de ave en sus dimensiones naturales. Esta opción de usar la escala 1:1 obligó a representar las especies más grandes en posiciones extrañas. 
La primera edición fue realizada en un esquema de fascículos entregadas por subscripciones al largo de doce años,  1827-1838, en Edimburgo y Londres. A pesar del precio exorbitante, la obra fue muy popular en la sociedad victoriana, apasionada por el mundo natural. El rey Jorge IV del Reino Unido fue uno de los subscriptores y un fan incondicional del arte de Audubon.
Incluye imágenes de seis aves ahora extintas: la cotorra de Carolina (Conuropsis carolinensis), la paloma migratoria (Ectopistes migratorius), el pato del Labrador (Camptorhynchus labradorius), el alca gigante (Pinguinus impennis), el zarapito esquimal (Numenius borealis) y el urogallo grande (Tympanuchus cupido cupido).
Está compuesto de 435 impresiones de 99 x 66 cm, organizadas en cuatro volúmenes, publicados entre 1827 y 1838. La colección de acuarelas iba acompañada por un volumen de texto titulado Ornithological Biographies, de autoría del ornitólogo William MacGillivray, que poseía la descripción de varias especies. La calidad del trabajo artístico y de impresión de la primera edición elevaron el precio de la colección a cerca de 1000 dólares, una fortuna para la época. Fueron producidos apenas 200 ejemplares, la mayoría de los cuales quedaron incompletos. 
Después del final de la primera serie, Audubon buscó maneras de hacer su libro más accesible a la clase media y luego recurrió a un taller de litografía de Filadelfia. Esta nueva edición se publicó en 1844 y fue una copia del primero, pero ya que las ilustraciones no eran originales de Audubon, la entrega fue más rápida y el precio más accesible, fueron editados 1199 ejemplares.
El 6 de diciembre de 2010 una copia completa de la primera edición se vendió en la casa de subastas Sotheby's en Londres  por £ 7,321,250 (aproximadamente 11,5 millones de dólares).

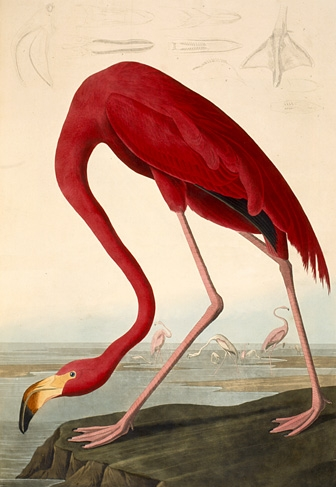
Phoenicopterus ruber
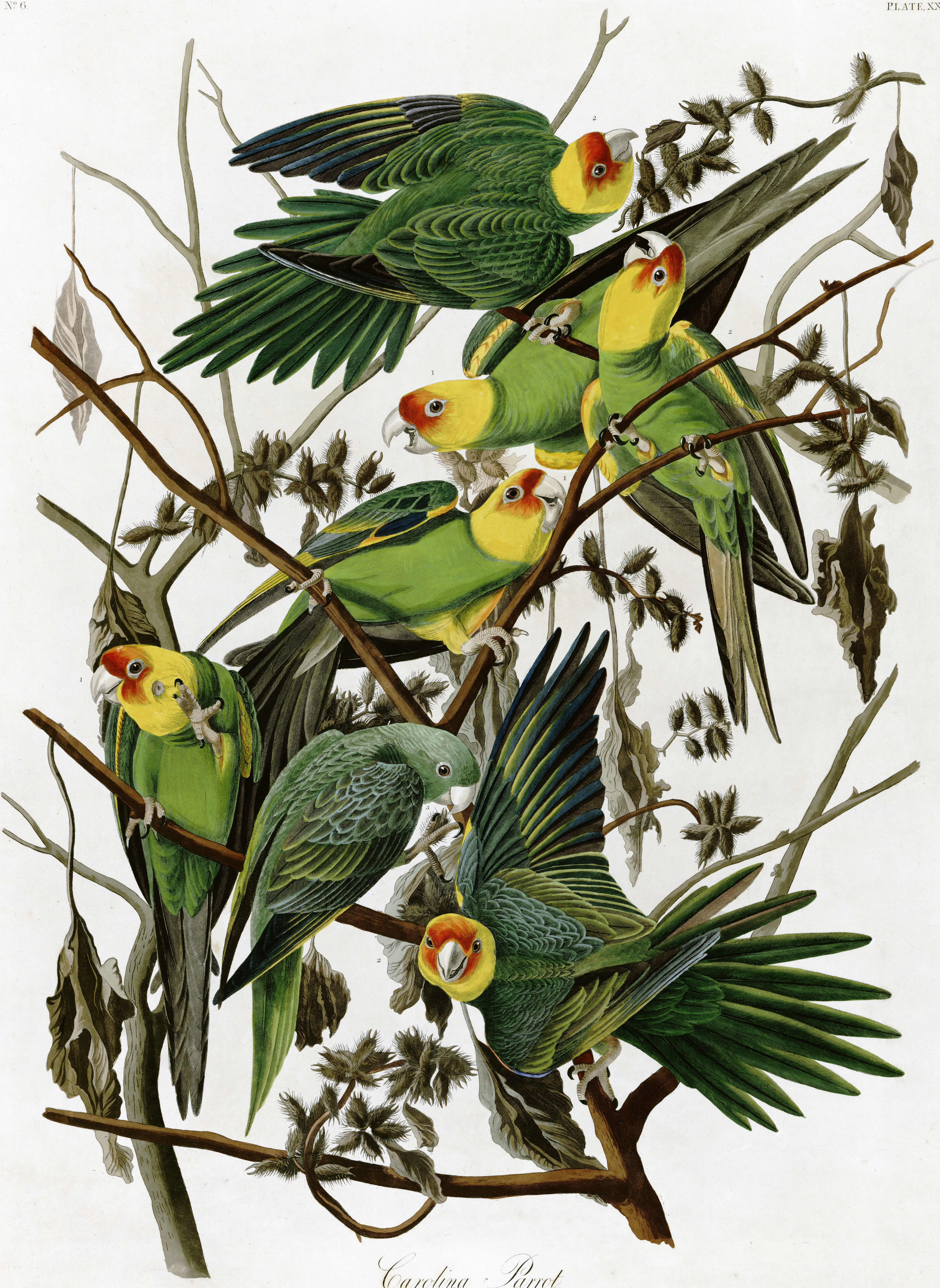
Conuropsis carolinensis
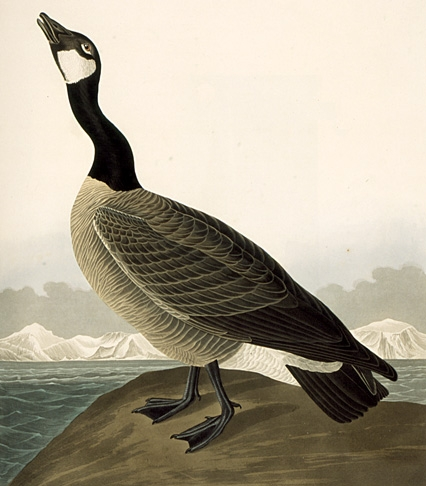
Branta canadensis
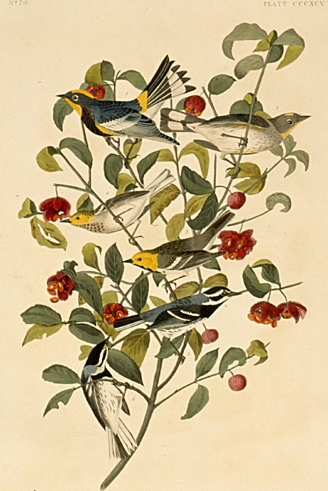
Dendroica